# Valérie Oppelt
Valérie Oppelt (ur. 10 grudnia 1973 r. w Nantes) – francuska polityk reprezentująca partię La République En Marche! W wyborach parlamentarnych w czerwcu 2017 r. została wybrana do francuskiego Zgromadzenia Narodowego, w którym reprezentuje departament Loary Atlantyckiej.